# Inmaculada Vicent
Inmaculada Vicent García (ur. 9 grudnia 1967 w Madrycie) – hiszpańska judoczka. Olimpijka z Barcelony 1992, gdzie zajęła trzynaste miejsce w wadze ciężkiej.
Siódma na mistrzostwach świata w 1991. Startowała w Pucharze Świata w latach 1992, 1993,  1995-1998 i 2001. Piąta na mistrzostwach Europy w 1998 i siódma w 1991 roku. Srebrna medalistka akademickich MŚ w 1994 roku.

## Letnie Igrzyska Olimpijskie 1992
| Konkurencja | Eliminacje             | Repasaże           | Klas. końcowa |
| Konkurencja | Przeciwnik I           | Przeciwnik I       | Miejsce       |
| ----------- | ---------------------- | ------------------ | ------------- |
| +72 kg      | Zhuang Xiaoyan (CHN) P | Sharon Lee (GBR) P | 13.           |